# Републикански път III-816
Републикански път IIІ-816 е третокласен път, част от Републиканската пътна мрежа на България, преминаващ изцяло по територията на област Монтана. Дължината му е 11,5 km.
Пътят се отклонява надясно при 104,6 км на Републикански път II-81, северно от град Монтана и се насочва на североизток през Западната Дунавска равнина, по долината на река Огоста. Минава през село Ерден и квартал „Огоста“ на град Бойчиновци и в най-южната част на село Мърчево се свързва с Републикански път III-101 при неговия 41,1 km.
| Пътища, отклоняващи се надясно (населено място, № на пътя, посока на пътя) | km   | Пътища, отклоняващи се наляво (посока на пътя, № на пътя, населено място) |
| -------------------------------------------------------------------------- | ---- | ------------------------------------------------------------------------- |
| Община Монтана II-81, 104,6 km →                                           | 0,0  | → 104,6 km, II-81, Община Монтана                                         |
| Община Бойчиновци                                                          | 4,3  | Община Бойчиновци                                                         |
| с. Ерден                                                                   | 5,7  | с. Ерден                                                                  |
| (за 38,1 km на III-101) общински път, гр. Бойчиновци, кв. „Огоста“ ←       | 9    | кв. „Огоста“, гр. Бойчиновци                                              |
| (от гр. Враца) III-101, 41,1 km, с. Мърчево →                              | 11,5 | → с. Мърчево, 41,1 km, III-101 (до с. Гложене)                            |